# Клара и Солнце
«Клара и Солнце» (англ. Klara and the Sun) — фантастический роман в жанре антиутопии британского писателя японского происхождения Кадзуо Исигуро. Роман включён в лонг-лист Букеровской премии 2021 года, в список «10 лучших книг 2021 года» The Washington Post и в список «33 лучшие книги 2021 года» по версии The Times.
В 2023 году началась работа над экранизацией романа.

## Содержание
Действие романа разворачивается в будущем, в котором некоторые дети генетически отредактированы («форсированы») для улучшения их умственных способностей. Поскольку обучение осуществляется исключительно дома с помощью экранных репетиторов, возможности для социализации детей ограничены, и родители, которые могут себе это позволить, часто покупают своим детям роботов-андроидов, именуемых «Искусственный Друг» (ИД) и «Искусственная Подруга» (ИП). Повествование ведётся от имени ИП, которую зовут Клара. Хотя Клара исключительно умна и наблюдательна, её знания о мире ограничены.
Клара получает знания о мире, наблюдая за улицей через витрину магазина, где она продаётся. Особую роль для Клары играет солнце, которое она всегда называет «Оно» и относится к нему как к живому существу. Для Клары как робота-андроида, работающего на солнечных батареях, солнечный свет имеет огромное значение. Однажды она замечает, что Попрошайка и его собака (также роботы) лежат, как выброшенные мешки, и не двигаются весь день, из чего делает вывод, что они умерли, но на следующее утро с удивлением видит, что они живы и солнце по своей великой доброте спасло их особым видом питания.
Клара начинает бояться и ненавидеть то, что она называет «КОТЭ-машиной» (по названию, напечатанному на её боку), которая стоит несколько дней на улице снаружи, извергая дым, полностью закрывающий солнечные лучи.
Клару выбирает себе в ИП 14-летняя Джози, которая живёт со своей матерью в отдаленном районе прерий. Вскоре после того, мать покупает Клару для Джози, Клара узнает, что старшая сестра Джози Сэл ранее умерла, а сама Джози тяжело больна.
Единственный близкий сосед и друг детства Джози — Рик, мальчик примерно её возраста. Несмотря на хорошие способности, Рик не был «форсирован» и сталкивается с дискриминацией при поступлении в колледж. Несмотря на это, Джози и Рик любят друг друга и решают, что они будут вместе навсегда.
Из спальни Джози Клара хорошо видит, как солнце движется по небу, и начинает верить, что он отправляется на свой ночной отдых в сарай фермера, который виднеется на горизонте. Однажды вечером с помощью Рика Клара пробирается в этот сарай. Обнаружив, что место отдыха солнца на самом деле не в сарае, она тем не менее умоляет солнце излить особый вид энергии на Джози и спасти её жизнь, как оно сделало это с Попрошайкой. Взамен она предлагает найти и уничтожить создающую загрязнение КОТЭ-машину.
Мать Джози неожиданно просит Клару подражать Джози, что она, благодаря своей исключительной наблюдательности, делает почти идеально. Мать регулярно отвозит Джози в город позировать якобы для портрета, в один из таких визитов они берут с собой Клару, и та понимает, что художник готовит вовсе не портрет Джози, а оболочку для ИП с обликом Джози. Мать Джози рассчитывает заключить Клару в оболочку Джози, если последняя умрёт.
Когда Клара в следующий раз сопровождает Джози в город, она находит и уничтожает КОТЭ-машину, жертвуя при этом частью раствора ПЭГ-9, который содержится в её голове, понимая, что нехватка раствора может привести к снижению её способностей. Но состояние Джози ухудшается, а солнце не реагирует. Клара возвращается в сарай фермера, чтобы ещё раз обратиться с мольбой к солнцу, напоминая о подлинной и вечной любви Джози и Рика. Несколько дней спустя, когда Джози лежит при смерти, Клара вдруг видит, как тёмные тучи расступаются, и солнце посылает свою особую энергию в комнату Джози, которой сразу же становится лучше, и в течение следующих месяцев её здоровье восстанавливается.
С возрастом Джози начинает отдаляться от Рика. Клара беспокоится, что она ввела в заблуждение солнце, и Рик утешает её, объяснив, что, хотя их с Джози жизненные пути могут отличаться, их любовь действительно была искренней, и они всегда, на каком-то уровне, будут вместе. Джози уезжает в колледж и прощается с Кларой.
Роман заканчивается тем, что Клару отправляют на свалку списанных ИД и ИП. Она больше не может передвигаться, но говорит, что довольна своим местом во дворе и отказывается общаться с другими ИД и ИП. На свалку заходит администратор из магазина, где некогда продавалась Клара, и Клара рассказывает ей о счастливых воспоминаниях и о великой доброте солнца к Джози.

## Отзывы критиков
Роман «Клара и Солнце» получил положительные отзывы, с совокупным положительным рейтингом на сайте агрегатора отзывов Book Marks .
Американский журнал книжных рецензий Kirkus Reviews сравнил роман с «Не отпускай меня» и назвал его «преследующей сказкой об одиноком, умирающем мире, который является слишком правдоподобным» .
Новостной еженедельник Publishers Weekly высоко оценил «богатые внутренние переживания» главной героини романа, отметив: «Спокойные, но проницательные наблюдения Клары о человеческой природе воспринимаются с глубокой серьёзностью». рецензия Publishers Weekly провозглашает: «Эта великолепная жанровая работа — настоящее наслаждение».
Американская издатель и редактор Радхика Джонс в своей рецензии в «Нью-Йорк таймс» отмечает, что «Клара и Солнце» возвращается к теме «Остатка дня», поскольку «Исигуро предоставляет слово не человеку, а клону; не господину, а слуге. „Клара и Солнце“ дополняет его блестящее видение, хотя и не достигает художественных высот его прошлых произведений. … когда Клара говорит: „У меня есть мои воспоминания, чтобы пройти через них и расположить в правильном порядке“, это выражает квинтэссенцию Исигуро».
Студенческая газета Cherwell описывает роман Исигуро как характеризующийся «элегантностью и уравновешенностью», давая высокую оценку повествованию от лица Клары: «запоминающийся повествовательный голос от первого лица, одновременно роботизированный и инфантильный, скрупулёзный, но наивный». Центральный образ романа — «языческое поклонение солнцу, доходящее почти до уровня обожествления». Тем не менее, включение в книгу сюжетов о генном редактировании критикуется как «слишком расплывчатое».
The Economist также высоко оценил книгу и отметил, что она представляет собой «нечто среднее между „Не отпускай меня“ и „Остатком дня“, с Кларой на месте Стивенса — дворецкого, чьё повествование от первого лица формировало „между строк“ картину морального облика английской верхушки в межвоенные годы».

## Будущая экранизация
В июле 2020 года компания Sony 3000 Pictures приобрела права на экранизацию романа. В мае 2023 года стало известно, что возможным режиссёром фильма станет Тайка Вайтити.